# Taekwondo tại Đại hội Thể thao Đông Nam Á 2007

Taekwondo tại Đại hội Thể thao Đông Nam Á năm 2007 diễn ra từ ngày từ 12 đến 14 tháng 12 năm 2007 tại giảng đường trường Đại học Wongchawalitkul, thành phố Nakhon Ratchasima, Thái Lan. Chương trình thi đấu bao gồm 16 nội dung cá nhân theo tiêu chuẩn quốc tế, với 8 hạng cân dành cho nam và 8 hạng cân dành cho nữ.

## Xếp hạng theo quốc gia
| Hạng | Đoàn        | Vàng | Bạc | Đồng | Tổng |
| ---- | ----------- | ---- | --- | ---- | ---- |
| 1    | Thái Lan    | 8    | 3   | 2    | 13   |
| 2    | Việt Nam    | 3    | 4   | 6    | 13   |
| 3    | Malaysia    | 2    | 1   | 5    | 8    |
| 4    | Philippines | 1    | 4   | 6    | 11   |
| 5    | Myanma      | 1    | 1   | 4    | 6    |
| 6    | Indonesia   | 1    | 1   | 1    | 3    |
| 7    | Lào         | 0    | 1   | 5    | 6    |
| 8    | Campuchia   | 0    | 1   | 2    | 3    |
| Tổng | Tổng        | 16   | 16  | 31   | 63   |

## Bảng huy chương
| Nội dung       | Vàng                     | Bạc                     | Đồng                             | Đồng                   |          |
| -------------- | ------------------------ | ----------------------- | -------------------------------- | ---------------------- | -------- |
| Dưới 54 kg nam | Khawlaor Chutchawal      | Nguyễn Hữu Nhân         | Kader Sultan Mohamad Hafiz       | Thammavong Phouthasone | chi tiết |
| Dưới 58 kg nam | Tewawetchapong Nattapong | Phouthavong Outhasaka   | Lê Huỳnh Châu                    | Padilla Carlos Jose V  | chi tiết |
| Dưới 62 kg nam | Punthong Nacha           | Ryan Chong Wy Lunn      | Nguyễn Thái Hoàng Minh           | Phommachack Thongsavay | chi tiết |
| Dưới 67 kg nam | Go Tshomlee              | Nguyễn Minh Hiếu        | Phimmasone Sawatvillay           | Thanaroekchai Chanatha | chi tiết |
| Dưới 72 kg nam | Thiongsalap Patiwat      | Tubbs Daren             | Phimmasone Mangkeua              | Yulius Fernando        | chi tiết |
| Dưới 78 kg nam | Srichan Dam              | Basuki Nugroho          | Mendoza Ernesto Juan III         | Zar Ni Htun            | chi tiết |
| Dưới 84 kg nam | Nguyễn Trọng Cường       | Briones Alexander       | Maung Maung Oo                   | Wong Kai Meng          | chi tiết |
| Trên 84 kg nam | Nguyễn Văn Hùng          | Tuchsabut Nopporn       | Khamis Rozy                      | Sorn Elit              | chi tiết |
| Dưới 47 kg nữ  | Puedpong Buttree         | Thiri Tint Lwin         | Alora Kathleen Eunice            | Amphavan Phengsisavath | chi tiết |
| Dưới 51 kg nữ  | Teo Elaine Shueh Fhern   | Catalan Loraine Lorelie | Chhoeun Puthearim                | Đỗ Thị Bích Hạnh       | chi tiết |
| Dưới 55 kg nữ  | Seo Soe Myar             | Wachiramekakun Ladawan  | Hoàng Hà Giang                   | Singson Esther Marie   | chi tiết |
| Dưới 59 kg nữ  | Nguyễn Thị Hoài Thu      | Alora Kirstie Elaine    | Dongnoi Watcharaporn             | May Sandar Kyaw Win    | chi tiết |
| Dưới 63 kg nữ  | Premwaew Chonnapas       | Trịnh Kim Tường Vân     | Domingo Veronica                 | San Ngu Wah Sue        | chi tiết |
| Dưới 67 kg nữ  | Haller Cassandra         | Rivero Mary Antoinette  | Mohammad Zairy Norfaradila Binti | Trần Thị Ngọc Trâm     | chi tiết |
| Dưới 72 kg nữ  | Che Chew Chan            | Bùi Thu Hiền            | Roxas Ma.Criselda                |                        | chi tiết |
| Trên 72 kg nữ  | Amalia Kurniasih Palupi  | Prasopsuk Rapatkorn     | Shu Seo Hie                      | Vũ Âu Thuỵ Kim Linh    | chi tiết |